# Stegania permutataria
Stegania permutataria är en fjärilsart som beskrevs av Jacob Hübner 1825. Stegania permutataria ingår i släktet Stegania och familjen mätare. Inga underarter finns listade i Catalogue of Life.